# 恩德里纳尔
恩德里纳尔，是西班牙卡斯蒂利亚-莱昂萨拉曼卡省的一个市镇。 总面积34平方公里，总人口289人（2001年），人口密度9人/平方公里。